# 川崎愛 (1979年生)
川崎 愛（かわさき あい、1979年1月16日 - ）は、日本の元タレント、元グラビアアイドル。東京都出身。ルージュに所属していた。
デビュー当初は1978年生まれの同姓同名のタレントがいたが、そちらは後に橋本愛に改名した。
1995年、第6回ヤングジャンプ全国女子高生制服コレクションにて準グランプリを受賞。
1995年当時に公表されていたサイズは、身長161cm、B83cm、W59cm、H85cm。血液型O型。
趣味は映画鑑賞、特技は水泳。
テレビ・グラビア・映画と幅広く活躍していたが、後年には芸能界を引退している。

## 主な出演

### テレビ
- スーパーJOCKEY（日本テレビ）
- とんねるずの生でダラダラいかせて!!（日本テレビ）
- タモリのスーパーボキャブラ天国（フジテレビ）
- ミュージックステーション（テレビ朝日） - 「Just Fit 相談室」コーナーレギュラー出演[3]

### 映画
- ヤンキー烈風隊（1995年）[1] - 洋子 役[3]

### Vシネマ
- キタの帝王 闇の法廷伝説（1996年）

### CM
- サッポロ レモンスカッシュ[2][3]

## ビデオ
- Love-17（1996年5月17日、ポニーキャニオン）

## 写真集
- KIKIIPPATSU!（1995年11月、ぶんか社） - 小林愛、今村理恵と共演の写真集。
- AI（1997年7月、コンパス）